# Næstved Provsti
Næstved Provsti er et provsti i Roskilde Stift. Provstiet lå indtil 2007 i de tidligere Fladså Kommune, Holmegaard Kommune, Næstved Kommune og Suså Kommune. Provstiet ligger nu i Næstved Kommune.
Næstved Provsti består af 38 sogne med 43 kirker, fordelt på 19 pastorater.

## Pastorater
| Pastorater i Næstved Provsti         | Pastorater i Næstved Provsti                                         | Pastorater i Næstved Provsti                      |
| ------------------------------------ | -------------------------------------------------------------------- | ------------------------------------------------- |
| Fensmark-Rislev Pastorat             | Fladså Pastorat                                                      | Fuglebjerg-Tystrup-Haldagerlille Pastorat         |
| Glumsø-Bavelse-Næsby Pastorat        | Hårslev-Ting Jellinge-Krummerup-Kvislemark-Fyrendal-Førslev Pastorat | Herlufmagle Pastorat                              |
| Herlufsholm Pastorat                 | Holsted Pastorat                                                     | Karrebæk-Fodby Pastorat                           |
| Marvede-Hyllinge-Vallensved Pastorat | Rønnebæk Pastorat                                                    | Sankt Jørgens Pastorat                            |
| Sankt Mortens Pastorat               | Sankt Peders Pastorat                                                | Skelby-Gunderslev Pastorat                        |
| Snesere-Everdrup Pastorat            | Toksværd-Holme Olstrup Pastorat                                      | Tyvelse-Sandby-Vrangstrup-Aversi-Tybjerg Pastorat |
| Vejlø Pastorat                       |                                                                      |                                                   |

## Sogne
| Sogne i Næstved Provsti | Sogne i Næstved Provsti               | Sogne i Næstved Provsti |
| ----------------------- | ------------------------------------- | ----------------------- |
| Aversi Sogn             | Everdrup Sogn                         | Fensmark Sogn           |
| Fodby Sogn              | Fuglebjerg-Tystrup-Haldagerlille Sogn | Fyrendal Sogn           |
| Førslev Sogn            | Glumsø-Bavelse-Næsby Sogn             | Gunderslev Sogn         |
| Hammer Sogn             | Herlufmagle Sogn                      | Herlufsholm Sogn        |
| Holme Olstrup Sogn      | Holsted Sogn                          | Hyllinge Sogn           |
| Hårslev Sogn            | Karrebæk Sogn                         | Krummerup Sogn          |
| Kvislemark Sogn         | Marvede Sogn                          | Mogenstrup Sogn         |
| Næstelsø Sogn           | Rislev Sogn                           | Rønnebæk Sogn           |
| Sandby Sogn             | Sankt Jørgens Sogn                    | Sankt Mortens Sogn      |
| Sankt Peders Sogn       | Skelby Sogn                           | Snesere Sogn            |
| Ting Jellinge Sogn      | Toksværd Sogn                         | Tybjerg Sogn            |
| Tyvelse Sogn            | Vallensved Sogn                       | Vejlø Sogn              |
| Vester Egesborg Sogn    | Vrangstrup Sogn                       |                         |